# Новоромановское сельское поселение (Кемеровская область)
Новорома́новское се́льское поселе́ние — упразднённое муниципальное образование в Юргинском районе Кемеровской области. Административный центр — деревня Новороманово.

## История
Новоромановское сельское поселение образовано 17 декабря 2004 года в соответствии с Законом Кемеровской области № 104-ОЗ.

## Население
| 2010  | 2011  | 2012  | 2013  | 2014  | 2015  | 2016  |
| ----- | ----- | ----- | ----- | ----- | ----- | ----- |
| 3482  | ↘3481 | ↗3494 | ↘3446 | ↘3415 | ↘3366 | ↘3291 |
| 2017  | 2018  | 2019  |       |       |       |       |
| ↘3215 | ↘3120 | ↘3014 |       |       |       |       |

## Состав сельского поселения
| №  | Населённый пункт | Тип населённого пункта          | Население |
| -- | ---------------- | ------------------------------- | --------- |
| 1  | Белянино         | деревня                         | 456       |
| 2  | Большеямное      | село                            | 410       |
| 3  | Верх-Тайменка    | село                            | 626       |
| 4  | Кирово           | деревня                         | 15        |
| 5  | Колбиха          | деревня                         | 61        |
| 6  | Колмаково        | деревня                         | 8         |
| 7  | Копылово         | деревня                         | 177       |
| 8  | Митрофаново      | деревня                         | 120       |
| 9  | Новороманово     | деревня, административный центр | 1037      |
| 10 | Речной           | посёлок                         | 562       |
| 11 | Юрманово         | деревня                         | 10        |